# Schülp (Dithmarse)
Pour les articles homonymes, voir Schülp.
Schülp est une commune allemande du Schleswig-Holstein, située dans l'arrondissement de Dithmarse (Kreis Dithmarschen), à douze kilomètres au nord-ouest de la ville de Heide. Schülp est l'une des 18 communes de l'Amt Büsum-Wesselburen dont le siège est à Büsum.